# Tony Esposito
Antonio Esposito, detto Tony (Napoli, 15 luglio 1950), è un musicista, cantautore e percussionista italiano.

## Biografia
La musica di Tony Esposito è ispirata a sonorità provenienti da molti Paesi del mondo, mescolate con ritmi tribali e melodie tipiche della musica partenopea.
L'originalità del suo approccio si può ritrovare nell'invenzione di strumenti unici come il tamborder, suono onomatopeico di uno dei suoi più famosi brani, Kalimba de Luna, di cui i Boney M. pubblicarono quasi contemporaneamente una cover in lingua inglese.

## Collaborazioni
Prima di affacciarsi all'attività discografica in proprio, Tony Esposito ha contribuito, durante gli anni settanta, al "sound ritmico" di diversi artisti italiani quali Pino Daniele, Edoardo Bennato, Alan Sorrenti, Juan Lorenzo, Lucio Dalla, Francesco De Gregori, Gino Paoli, Roberto Vecchioni, Francesco Guccini, Eugenio Bennato, Claudio Rocchi, Mauro Pelosi. Insieme a Tullio De Piscopo, James Senese, Joe Amoruso, Rino Zurzolo e Fabio Forte, ha contribuito a coniare il termine "blues metropolitano" che trova uno dei punti di massima espressione artistica nell'album di Pino Daniele Vai mo' del 1981. Dopo gli anni novanta Tony Esposito collaborerà con tanti artisti italiani. Va segnalato il suo incontro nei live con Enrico Capuano.
Questo gruppo, insieme a molti altri dell'hinterland napoletano (fra i quali Ernesto Vitolo, Gigi De Rienzo, Robert Fix e Mark Harris), verranno considerati per molti anni i capostipiti e i punti di riferimento della cosiddetta "Napoli-power "(il nuovo sound blues - rock metropolitano ove si innestano funky-jazz e world-etnica).
Negli stessi anni e in quelli a seguire, Esposito ha collaborato con diversi musicisti internazionali tra i quali Don Cherry, Paul Buckmaster, Don Moye, Gato Barbieri, Eumir Deodato, Brian Auger, Gilberto Gil, Eddie Blackwell, Billy Cobham, Moncada, Gema Quatro, Seydou Kienou, Naná Vasconcelos.

## Gli album e i successi
Scoperto nel 1975 da Renato Marengo, che produrrà i suoi primi quattro LP, pubblica il suo primo LP da solista con l'etichetta discografica Numero Uno, Rosso napoletano. L'anno successivo esce il suo secondo LP, Processione sul mare.
Dopo l'uscita del suo terzo album, Gente distratta, nel 1977, gli viene assegnato il Premio Critica Italiana della Musica.

Nel 1978 pubblica il suo quarto lavoro discografico, La banda del sole (con etichetta Philips), che prelude alla sua partecipazione al "Montreux Jazz Festival" con il jazz-rock group italiano Perigeo (Tommaso-Biriaco). Due anni dopo (1980), è ancora ospite al "Montreux Jazz Festival" con una sua formazione, il "Tony Esposito Group".

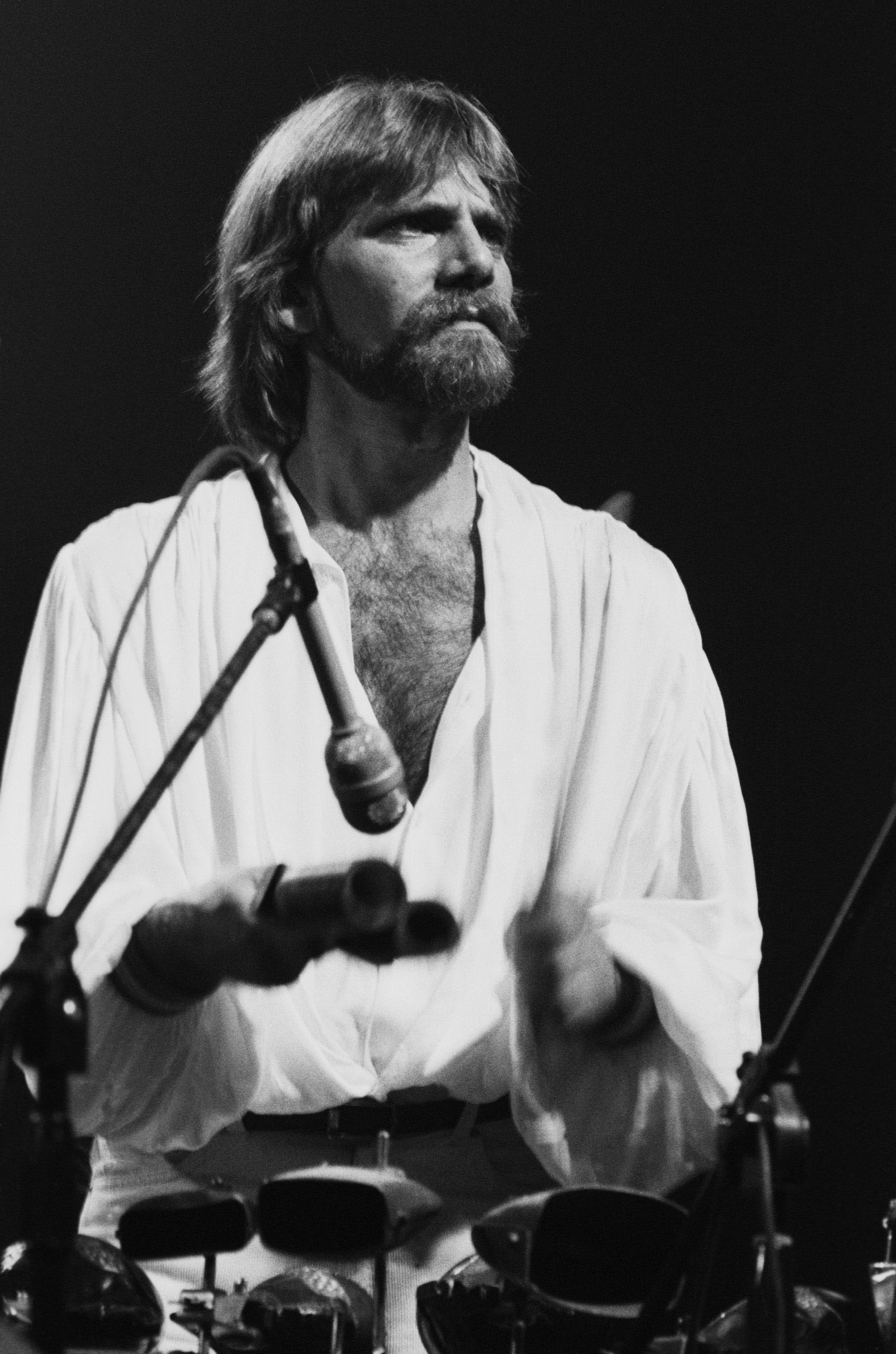
Tony Esposito in concerto nei primi anni '80

Roberta Voltolini e Tony Esposito vincitori al Festival di Saint Vincent 1984 (o Un Disco per l'Estate 1984)

Nel 1982 produce per Domenica in (Rete 1) la sigla Pagaia (composta dal suo più stretto collaboratore e co-autore Remo Licastro e inserita nell'album Tamburo - etichetta Bubble); per lui, è l'inizio di un boom discografico. Finisce il momento sperimentale e inizia la composizione di musica più commerciale. Infatti, per due anni di seguito, vince Un disco per l'estate, nel 1984 con Kalimba de luna (inserita nell'album Il grande esploratore - etichetta Bubble") che vendette 200 000 copie in Italia e nel 1985 con As tu às (contenuta nell'album omonimo, sempre per la medesima etichetta discografica).
Alla fine del 1985 riceve il "Premio critica discografica" con Kalimba de Luna per gli oltre 5 milioni di copie vendute nel mondo, e il prestigioso premio "Disco d'oro" in Venezuela e nel Benelux. Nei primi posti delle classifiche di tutta Europa troviamo, inoltre, il singolo Papa Chico.
Ha collaborato con l'amico Gianluigi Di Franco (scomparso prematuramente nel 2005) in brani come Kalimba de luna, As tu as e Sinuè.
I suoi brani sono stati "reinterpretati" da molti degli artisti più importanti degli anni settanta, fra cui i Boney M. Partecipa a tre edizioni del Festival di Sanremo, nel 1987 con Sinuè, nel 1990 al fianco di Eugenio Bennato con Novecento aufwiedersehen e nel 1993 con i Ladri di Biciclette con Cambiamo musica, ottenendo sempre un buon riscontro commercial-discografico.
Sempre nel 1986 gli viene conferito il Nastro d'argento per la colonna sonora del film Un complicato intrigo di donne, vicoli e delitti di Lina Wertmüller.
Nel 1988 collabora con Edoardo Bennato per il mini album Il gioco continua.
Compone poi, nel 1990, la sigla del programma televisivo "Serata Mondiale", dedicato ai Mondiali di calcio Italia 90, e ancora, nel 1992, la sigla delle Colombiadi, o "Columbus Games".
Nel 1996, poi, firma la colonna sonora di Storie d'amore con i crampi, film di e con Pino Quartullo, con Chiara Caselli, Sergio Rubini e Debora Caprioglio. Nello stesso anno viene pubblicato il doppio "Le origini" dalla BMG, dove è possibile ascoltare i primi tre capolavori discografici dell'artista (Rosso napoletano, Processione sul mare, Gente distratta).
Nel 1997 Tony Esposito è l'unico italiano chiamato a esibirsi al "Festival della gioventù" de L'Avana, a Cuba. Nello stesso anno, ad agosto, Tony Esposito è ancora l'unico italiano che si esibisce al "Rock in Rio", a Rio de Janeiro, insieme a Gilberto Gil. L'anno successivo, poi, è ospite al Sambodromo di Rio de Janeiro, nella serata finale del carnevale più importante del mondo.
Dopo una lunga pausa dedicata a molti concerti dal vivo, nel 2003 pubblica il CD Viaggio tribale, lavoro partorito dopo un lungo girovagare per i paesi del Mar Mediterraneo.
Ma è soprattutto nella melodia saggia e contemporanea di Franco Battiato, nel canto rock metropolitano di Edoardo Bennato, nel jazz-sound del contrabbassista Wayne Dockery, nelle old-afro-melody dei Gregg Brown (Osibisa), e nei virtuosi assoli chitarristici di John Tropea, che Tony Esposito trova gli stimoli che gli permetteranno di ritrovare quel sound inconfondibile che ha creato negli anni il fenomeno del biondo partenopeo "king of percussion".
Nel 2014 riceve il Premio DiscoDays «per la sua versatilità ritmica, perfetto connubio tra world music, etnica, funk e jazz, che ha conferito un'importante impronta al "Neapolitan Power".»
Nel 2016 esce il singolo Luna e sole (No al razzismo sì alla pace) con Luca Maris. Il singolo prodotto dall'etichetta discografica indipendente M.D. Produzioni, che ha anche scritto il brano, e distribuito da Believe Digital Italia supera le 50.000 copie vendute tra l'Italia e l'estero e registrando più di 5 milioni di visualizzazioni su YouTube. Il brano raggiunge il secondo posto della classifica generale della Top 10 Hit in Chart Billboard e raggiunge anche il primo posto della classifica generale di iTunes Italia, e rimane nella top 10/20 per ben 104 giorni. Il brano è stato anche in classifica su Spotify Charts Italia e su Radio Airplay Italia con migliaia di passaggi radiofonici rilevati su oltre 100 radio su tutto il territorio nazionale e viene suonato anche da Radio Coop Italia nei punti vendita Coop Italia e viene rilevato anche su RTL 102.5. Il testo del brano viene inserito anche sul sito di MTV, Rockol e Wikitesti, e messo in onda su MetroMusic su tutti gli schermi di TelesiaTv nelle metropolitane di Roma, Milano, Brescia e Genova e anche in 15 aeroporti Italiani. Un pezzo che non vede il suo successo fermarsi al confine italiano ottenendo piazzamenti in alcuni paesi del mondo quali Paesi Bassi, Germania, Francia, Svizzera e Messico e sono solo alcuni dei paesi dove ha scalato le classifiche facendosi imponentemente spazio tra i brani più in voga del momento.
A maggio 2022 esce il singolo Inès in lingua spagnola con Luca Maris. Il video clip viene trasmesso da MTV Latino America che copre l'intera America Latina. Il brano è stato prodotto dall'etichetta discografica indipendente M.D. Produzioni.
A settembre 2022 MTV Base Africa trasmette Luna e sole (No al razzismo sì alla pace) con Luca Maris. 
A dicembre 2024 viene pubblicato da Edizioni "Il Saggio", il primo libro di Luca Maris https://it.everybodywiki.com/Luca_Maris dal titolo "Poesie d'Autore" di cui scrive la prefazione. 

## Discografia

### Album in studio
- 1974 – Rosso napoletano (Numero Uno, ZSLN 55677)
- 1976 – Processione sul mare (Numero Uno, ZSLN 55686)
- 1977 – Gente distratta (Numero Uno, ZPLN 34015)
- 1978 – La banda del sole (Philips, 6323058)
- 1982 – Tamburo (Bubble, BLU 19611)
- 1984 – Il grande esploratore (Bubble, BLULP 1818)
- 1985 – As tu às (Bubble, BLULP 1821)
- 1986 – L'ombra nera del Vesuvio (Cinevox)
- 1987 – Tony Esposito (Bubble, BLULP 1826)
- 1987 – Tony Esposito (raccolta) (Delta)
- 1990 – Il villaggio globale (Bubble, BLULP 1833)
- 1993 – Cambiamo musica (Mint Records)
- 1996 – Tropico (RTI)
- 2003 – Viaggio tribale (Audioglobe)
- 2011 – Sentirai (RaiTrade - Suoni del Sud)
- 2013 – Tam Tam Bass (con l'Orchestra dell'Accademia Nazionale di Santa Cecilia - Sony Classical)

### Raccolte
- 1978 – Incontro con (Numero Uno)
- 1986 – Un complicato intrigo di donne, vicoli e delitti (Cinevox)
- 1996 - Le origini (BMG Ricordi)

### Colonne sonore
- 1996 – Storie d'Amore con i crampi (Cecchi Gori Music)

### Singoli
- 1975 – Danza dei bottoni/L'eroe di plastica (Numero Uno, ZN 50341)
- 1976 – Processione sul mare/Mercato di stracci (Numero Uno, ZN 50347)
- 1982 – Pagaia/Controra (Bubble, BLU 9320)
- 1983 – Je-Na'/Pagaia ([Bubble, BLUX 928)
- 1984 – Kalimba de luna/Lagos (Bubble, BLU 9227)
- 1984 – Simba de ammon/Dateme! (Hansa, 107 014, 107 014-100, Europa)
- 1985 – As tu às/Papa Chico (Hansa, 107 661-100, Europa)
- 1985 – Papa Chico (Bubble, BLU 9232)
- 1987 – Hands (Mani mani)/Hands (Part two) (Bubble, BLUX 935)
- 1987 – Sinuè/Sinuè (versione strumentale) (Bubble, BLU 9237)
- 1989 – Conga radio (quattro versioni) (Bubble, BLU 936)
- 1990 – Novecento Aufwiedersehen (Bubble, BLU 9241) [con Eugenio Bennato]
- 1992 – Sopra il mare (quattro versioni) (Bubble, BLU 9241)
- 1993 – Try Jah Love - con P.D.P. & Glenn White (Dig It International, DMX 10110)
- 1993 – Cambiamo musica - con i Ladri di Biciclette (Bubble, BLU 9246)
- 2000 – Kalimba de Luna 2000 - con i Gibson Brothers (Hitland, HTL 00.07)
- 2005 – For me - con Franco Battiato (Six Of Us, SOU 04.05)
- 2016 – Luna e sole (No al razzismo si alla pace) con Luca Maris (M.D. Produzioni)
- 2022 - Inès (en español) con Luca Maris (M.D. Produzioni)

### Collaborazioni
- 1972 – Aria di Alan Sorrenti
- 1973 – Come un vecchio incensiere all'alba di un villaggio deserto di Alan Sorrenti
- 1973 – Il re non si diverte di Roberto Vecchioni
- 1973 – Opera buffa di Francesco Guccini
- 1974 – Anima Latina di Lucio Battisti
- 1974 – I buoni e i cattivi di Edoardo Bennato
- 1974 – Stanze di vita quotidiana di Francesco Guccini
- 1974 – Francesco De Gregori di Francesco De Gregori
- 1974 – Alan Sorrenti di Alan Sorrenti
- 1975 – Io che non sono l'imperatore di Edoardo Bennato
- 1975 – La valle dei templi di Perigeo
- 1975 – La torre di Babele di Edoardo Bennato
- 1976 – Automobili di Lucio Dalla
- 1977 – Dell'universo assente di Luciano Cilio
- 1977 – Samarcanda di Roberto Vecchioni
- 1977 – Burattino senza fili di Edoardo Bennato
- 1981 – Vai mo' di Pino Daniele
- 1984 – Sció live di Pino Daniele
- 1988 – Il gioco continua di Edoardo Bennato
- 1992 – Radici di Alan Sorrenti
- 2007 – Il mio nome è Pino Daniele e vivo qui di Pino Daniele
- 2008 – Ricomincio da 30 di Pino Daniele
- 2011 – Sul tetto del mondo dei Modena City Ramblers
- 2020 - Shangai con UltraPop e Leda Battisti
- 2024 - Libidal di Davide Matrisciano

## Televisione e cinema
Nel 1975 partecipò al programma della TV dei Ragazzi Rai Fantaghirò come attore, mimo e percussionista.
Nel 1976 compare nel documentario di Alberto Grifi Festival del proletariato giovanile al Parco Lambro.
Nel 1977 partecipò ad Automobili (programma televisivo della RAI), con Lucio Dalla, regia di Luigi Perelli.
Nel 1985 recitò nel film Blues metropolitano, di Salvatore Piscicelli, che vede anche la partecipazione di Pino Daniele e Tullio De Piscopo nella parte di sé stessi.
Nel 1993 comparve nel film "Amami" al fianco di Moana Pozzi.